# Liste der Johannes-Nepomuk-Darstellungen im Bezirk Waidhofen an der Thaya
Der 1729 heiliggesprochene Johannes Nepomuk gilt nach Maria und Josef als der am dritthäufigsten dargestellte Heilige in Österreich. An zahlreichen Standorten gibt es Johannes-Nepomuk-Darstellungen im Bezirk Waidhofen an der Thaya.
Erst nach Böhmen, aber noch vor dessen Selig- oder Heiligsprechung, setzte in Niederösterreich jene Verehrung Johannes Nepomuks ein, die sich in Form von Statuen und Bildern dokumentiert. Gemessen an der großen Zahl plastischer und bildhafter Darstellungen ist die Zahl der Johannes Nepomuk geweihten Kirchen im Bezirk Waidhofen an der Thaya allerdings verschwindend gering.

## Standorte
| Foto |                 | Objekt                                                                     | Standort                                   | Künstler           | Baujahr | Beschreibung |
| ---- | --------------- | -------------------------------------------------------------------------- | ------------------------------------------ | ------------------ | ------- | --- |
| BW   | Datei hochladen | Statue Johannes Nepomuk                                                    | Aigen ·                                    |                    |         | In der Pfarrkirche von Aigen befindet sich eine Figur Johannes Nepomuks aus der Mitte des 18. Jahrhunderts. |
| BW   | Datei hochladen | Nischenfigur Johannes Nepomuk                                              | Aigen ·                                    |                    | ~1837   | Im Haus Aigen 3 im Nordteil des Ortes befindet sich als Nischenfigur eine Darstellung Johannes Nepomuks aus der Zeit um 1837. |
| ja   | Datei hochladen | Bild Johannes Nepomuk                                                      | Altwaidhofen ·                             |                    |         | An der Ecke eines Hauses in Altwaidhofen befindet sich ein Wandgemälde Johannes Nepomuks. |
| ja   | Datei hochladen | Statue Johannes Nepomuk                                                    | Arnolz ·                                   |                    |         | Bei der Brücke über den Arnolzbach bei Arnolz steht eine Kapelle mit einer Statue Johannes Nepomuks. |
| BW   | Datei hochladen | Statue Johannes Nepomuk                                                    | Blumau an der Wild ·                       |                    |         | Auf dem Hochaltar der Pfarrkirche von Blumau an der Wild befindet sich als rechte Seitenfigur eine polychromierte Figur Johannes Nepomuks aus dem 18. Jahrhundert. |
| BW   | Datei hochladen | Statue Johannes Nepomuk                                                    | Brunn ·                                    |                    |         | In einer Nische der Ortskapelle von Brunn steht eine Statue Johannes Nepomuks aus dem 19. Jahrhundert. |
| BW   | Datei hochladen | Darstellung Johannes Nepomuk                                               | Brunn ·                                    |                    |         | In der Ortskapelle von Brunn befindet sich eine Prozessionsstange aus der ersten Hälfte des 18. Jahrhunderts mit einer Darstellung Johannes Nepomuks. |
| BW   | Datei hochladen | Statue Johannes Nepomuk                                                    | Buchbach ·                                 |                    |         | Auf dem linken Choraltar der Pfarrkirche von Buchbach befinden sich eine Statue und Reliquien Johannes Nepomuks aus dem frühen 19. Jahrhundert. |
| BW   | Datei hochladen | Statue Johannes Nepomuk                                                    | Buchbach ·                                 |                    |         | Auf dem linken Seitenaltar der Pfarrkirche von Buchbach steht eine geschnitzte Figur Johannes Nepomuks im Stil des 18. Jahrhunderts. |
| BW   | Datei hochladen | Gemälde Johannes Nepomuk                                                   | Dietmanns ·                                |                    |         | In der Pfarrkirche von Dietmanns befindet sich links an der Empore ein Ölgemälde Johannes Nepomuks aus dem 18. Jahrhundert. |
| ja   | Datei hochladen | Statue Johannes Nepomuk                                                    | Dietmanns ·                                |                    |         | Im Nordosten von Alt-Dietmanns steht eine Wegkapelle mit einer barockisierenden Statue Johannes Nepomuks. |
| ja   | Datei hochladen | Glasfenster Johannes Nepomuk                                               | Dobersberg ·                               |                    |         | Rechts am Triumphbogen der Pfarrkirche von Dobersberg befindet sich eine polychromierte Figur Johannes Nepomuks aus dem 18. Jahrhundert. Ein Glasfenster der Pfarrkirche zeigt ebenfalls eine Darstellung des Heiligen. |
| ja   | Datei hochladen | Statue Johannes Nepomuk                                                    | Edelprinz ·                                |                    |         | Am nördlichen Ortsende von Edelprinz steht eine Wegkapelle mit einer Statue des Johannes Nepomuk. |
| ja   | Datei hochladen | Statue Johannes Nepomuk                                                    | Eibenstein ·                               |                    | 1731    | An der rechten Längswand der Pfarrkirche von Eibenstein befindet sich eine Statue Johannes Nepomuks aus dem Jahr 1731. |
| BW   | Datei hochladen | Statue Johannes Nepomuk                                                    | Götzles ·                                  |                    |         | Auf dem Altar der Ortskapelle von Götzles befindet sich eine geschnitzte Figur Johannes Nepomuks. |
| ja   | Datei hochladen | Statue Johannes Nepomuk                                                    | Großau ·                                   |                    | 1744    | An der Straße von Großau nach Rabesreith steht eine aus dem Jahr 1744 stammende Feldkapelle mit einer Statue Johannes Nepomuks. |
| BW   | Datei hochladen | Statue Johannes Nepomuk                                                    | Großeberharts ·                            |                    |         | In der Ortskapelle von Großeberharts befindet sich rechts vom Altar eine geschnitzte Figur Johannes Nepomuks aus der ersten Hälfte des 18. Jahrhunderts. |
| ja   | Datei hochladen | Nischenfigur Johannes Nepomuk                                              | Großgerharts ·                             |                    |         | In der Ortskapelle von Groß-Gerharts befindet sich in der oberhalb des Eingangs eine Nischenfigur Johannes Nepomuks. |
| ja   | Datei hochladen | Statue Johannes Nepomuk                                                    | Groß-Siegharts ·                           |                    | 1830    | Bei der Freitreppe der Pfarrkirche von Groß-Siegharts steht eine Statue Johannes Nepomuks aus dem Jahr 1830. |
| ja   | Datei hochladen | Nischenfigur Johannes Nepomuk                                              | Groß-Siegharts ·                           |                    |         | In der Fassade des Hauses Lange Gasse 33 in Groß-Siegharts befindet sich eine Darstellung Johannes Nepomuks als Nischenfigur. |
| ja   | Datei hochladen | Statue Johannes Nepomuk HERIS-ID: 5560 Objekt-ID: 1431                     | Groß-Siegharts ·                           |                    | 1754    | Am südlichen Eingang zum Schlosspark befindet sich eine Statue Johannes Nepomuks aus dem Jahr 1754. |
| ja   | Datei hochladen | Statue Johannes Nepomuk                                                    | Grünau ·                                   |                    |         | Auf dem Glockenstuhl nördlich von Schloss Grünau befindet sich eine Statue Johannes Nepomuks aus dem zweiten oder dritten Viertel des 18. Jahrhunderts. |
| BW   | Datei hochladen | Statue Johannes Nepomuk                                                    | Heinreichs ·                               |                    |         | In der Ortskapelle von Heinreichs befindet sich eine geschnitzte Figur Johannes Nepomuks aus dem 18. Jahrhundert. |
| ja   | Datei hochladen | Statue Johannes Nepomuk                                                    | Hollenbach ·                               |                    |         | Am südlichen Ortsende von Hollenbach steht eine achtseitige Säule aus Granit mit einer Statue Johannes Nepomuks. Wegen Straßenbauarbeiten wurde die Statue von der Brücke über den Hollenbach in einen privaten Garten versetzt. |
| BW   | Datei hochladen | Statue Johannes Nepomuk                                                    | Karlstein an der Thaya ·                   |                    | ~1730   | In der Kapelle von Schloss Karlstein befindet sich ein aus Wachs gefertigtes Figürchen mit einer Darstellung Johannes Nepomuk im Kerker aus der Zeit um 1730. |
| ja   | Datei hochladen | Statue Johannes Nepomuk HERIS-ID: 14197 Objekt-ID: 10425 marterl.at: 10449 | Karlstein an der Thaya ·                   |                    |         | Bei der Brücke über die Deutsche Thaya in Karlstein an der Thaya steht eine Statue Johannes Nepomuks aus dem 18. Jahrhundert. |
| ja   | Datei hochladen | Statue Johannes Nepomuk                                                    | Kautzen ·                                  |                    | 1908    | Am rechten Langhauspfeiler der Pfarrkirche von Kautzen steht eine polychromierte Statue Johannes Nepomuks. Angefertigt wurde sie von Schmalzl in Gröden im Jahr 1908. |
| ja   | Datei hochladen | Statue Johannes Nepomuk                                                    | Kautzen ·                                  |                    |         | In der Nähe des Gemeindeamtes von Kautzen steht eine Johannes-Nepomuk-Kapelle mit einer Statue des Heiligen. |
| ja   | Datei hochladen | Statue Johannes Nepomuk HERIS-ID: 20971 Objekt-ID: 17283 marterl.at: 9407  | Kollmitzdörfl ·                            |                    |         | Beim Glockenturm auf dem Hauptplatz von Kollmitzdörfl steht eine Statue Johannes Nepomuks. |
| ja   | Datei hochladen | Relief Johannes Nepomuk HERIS-ID: 14183 Objekt-ID: 10411                   | Loibes ·                                   |                    |         | Gegenüber der Ortskapelle von Loibes steht eine Wegkapelle, in der sich unterem auch Stuckreliefs mit Darstellungen Johannes Nepomuks aus der ersten Hälfte des 18. Jahrhunderts befinden. |
| ja   | Datei hochladen | Statue Johannes Nepomuk HERIS-ID: 22566 Objekt-ID: 18899                   | Markl ·                                    |                    | 1721    | Bei der ehemaligen Mühle von Markl steht eine Statue Johannes Nepomuks aus dem Jahr 1721. |
| ja   | Datei hochladen | Statue Johannes Nepomuk                                                    | Matzlesschlag                              |                    |         | An einem Haus in Matzlesschlag befindet sich eine Darstellung Johannes Nepomuks als Nischenfigur. |
| ja   | Datei hochladen | Statue Johannes Nepomuk                                                    | Meires ·                                   |                    | 1729    | Bei der westlich von Meires gelegenen Brücke steht eine Statue Johannes Nepomuks aus dem Jahr 1729. |
| ja   | Datei hochladen | Statue Johannes Nepomuk HERIS-ID: 22574 Objekt-ID: 18907                   | Meires ·                                   |                    |         | In der Nähe der Brücke im Zuge der Straße von Meires nach Windigsteig steht eine Statue Johannes Nepomuks aus der Mitte des 18. Jahrhunderts mit herzförmiger Lichtnische, Engelsköpfen und Putten. |
| BW   | Datei hochladen | Statue Johannes Nepomuk                                                    | Niederedlitz ·                             |                    |         | In der Ortskapelle von Niederedlitz befinden sich Konsolfiguren der heiligen Antonius von Padua und Johannes Nepomuk aus dem dritten Viertel des 18. Jahrhunderts. |
| ja   | Datei hochladen | Bild Johannes Nepomuk                                                      | Oberndorf ·                                |                    |         | Am rechten Choraltar der Pfarrkirche Oberndorf-Raabs befindet sich ein mit Carl Auerbach bezeichnetes Bild Johannes Nepomuks aus dem Jahr 1780 und im linken Seitenschiff eine polychromierte Konsolfigur des Heiligen aus der Mitte des 18. Jahrhunderts. |
|      | Datei hochladen | Statue Johannes Nepomuk                                                    | Oberndorf                                  |                    |         | Bei der Friedhofskirche von Oberndorf steht ein Bildstock mit einer Darstellung Johannes Nepomuks. |
| ja   | Datei hochladen | Statue Johannes Nepomuk                                                    | Oberndorf ·                                |                    |         | An der Straße von Oberndorf nach Waidhofen an der Thaya steht ungefähr 500 Meter von Oberndorf entfernt ein Bildstock Johannes Nepomuks. |
| ja   | Datei hochladen | Statue Johannes Nepomuk HERIS-ID: 4824 Objekt-ID: 681                      | Peigarten ·                                |                    |         | Beim Eingang zum Schloss Peigarten steht eine Statue Johannes Nepomuks aus der Mitte des 18. Jahrhunderts mit einem Chronogramm und dem Wappen von Stift Lilienfeld. |
| ja   | Datei hochladen | Skulptur Johannes Nepomuk                                                  | Peigarten ·                                | Robert Herfert     |         | Bei der Brücke über den Taxenbach in Peigarten steht eine moderne Johannes-Nepomuk-Statue von Robert Herfert. |
| BW   | Datei hochladen | Statue Johannes Nepomuk                                                    | Pfaffenschlag (Gemeinde Ludweis-Aigen) ·   |                    |         | In der Ortskapelle von Pfaffenschlag bei Ludweis-Aigen befindet sich eine geschnitzte Figur Johannes Nepomuks. |
| ja   | Datei hochladen | Statue Johannes Nepomuk HERIS-ID: 22127 Objekt-ID: 18455                   | Pfaffenschlag bei Waidhofen an der Thaya · |                    |         | Am östlichen Ortsende von Pfaffenschlag bei Waidhofen an der Thaya steht eine Statue Johannes Nepomuks aus dem 18. Jahrhundert. |
| BW   | Datei hochladen | Bild Johannes Nepomuk                                                      | Primmersdorf ·                             |                    | ~1724   | In der Kapelle von Schloss Primmersdorf befindet sich als Votivbild eine Darstellung der Erscheinung Mariens vor Johannes Nepomuk aus der Zeit um 1724. |
| ja   | Datei hochladen | Statue Johannes Nepomuk                                                    | Primmersdorf ·                             |                    |         | In Primmersdorf steht ein wenig versteckt bei der Brücke über die Thaya eine Wegkapelle mit einer Johannes-Nepomuk-Statue. |
| BW   | Datei hochladen | Statue Johannes Nepomuk                                                    | Raabs an der Thaya ·                       |                    |         | In der Kapelle der Burg Raabs an der Thaya befindet sich eine Figur Johannes Nepomuks aus dem zweiten Viertel des 18. Jahrhunderts. |
| ja   | Datei hochladen | Statue Johannes Nepomuk                                                    | Raabs an der Thaya ·                       |                    | 1721    | Auf einem Parkplatz in der Nähe der Brücke über die Mährische Thaya steht eine Statue Johannes Nepomuks. Errichtet wurde sie 1721, zuletzt wurde sie 1993 renoviert. |
| ja   | Datei hochladen | Statue Johannes Nepomuk HERIS-ID: 25040 Objekt-ID: 21454 marterl.at: 9499  | Raabs an der Thaya ·                       |                    |         | Bei der Brücke über die Thaya steht eine Statue Johannes Nepomuks. |
| ja   | Datei hochladen | Statue Johannes Nepomuk                                                    | Raabs an der Thaya ·                       |                    |         | An der Straße von Raabs an der Thaya nach Modsiedl steht an der Straße eine Johannes-Nepomuk-Statue. |
| BW   | Datei hochladen | Statue Johannes Nepomuk                                                    | Reith ·                                    |                    |         | In der Ortskapelle von Reith befindet sich eine aus Holz geschnitzte Statue Johannes Nepomuks. |
| BW   | Datei hochladen | Fresko Johannes Nepomuk                                                    | Schuppertholz ·                            |                    |         | In der Kapelle von Schuppertholz befindet sich ein Fresko mit einer Darstellung Johannes Nepomuks. |
| ja   | Datei hochladen | Statue Johannes Nepomuk                                                    | Thaya ·                                    |                    | 1750    | In der Johannes-Nepomuk-Kapelle an der rechten Seite der Pfarrkirche von Thaya befindet sich eine Statue Johannes Nepomuks aus dem Jahr 1750. |
| ja   | Datei hochladen | Statue Johannes Nepomuk                                                    | Thaya ·                                    |                    |         | In der Gartenzeile, südlich der Pfarrkirche von Thaya, befindet sich in einer Wegkapelle eine 1867 und später erneuerte Statue des hl. Nepomuk auf einem Sockel aus dem Jahr 1741. |
| ja   | Datei hochladen | Statue Johannes Nepomuk HERIS-ID: 14201 Objekt-ID: 10429 marterl.at: 10483 | Thures ·                                   |                    |         | Bei der Brücke über die Thaya vor der Gerhartsmühle bei Thures steht eine Johannes-Nepomuk-Statue. Dabei handelt es sich um die Kopie einer Statue des Heiligen aus Budweis. |
| ja   | Datei hochladen | Statue Johannes Nepomuk HERIS-ID: 4669 Objekt-ID: 524                      | Tiefenbach ·                               |                    |         | Bei der Brücke über den Taxenbach im Wald bei Tiefenbach befindet sich eine Johannes-Nepomuk-Statue. |
| ja   | Datei hochladen | Statue Johannes Nepomuk                                                    | Tiefenbach ·                               |                    | 1808    | Auf dem Altar der Ortskapelle von Tiefenbach steht eine geschnitzte Figur Johannes Nepomuks aus dem Jahr 1808. |
| BW   | Datei hochladen | Statue Johannes Nepomuk                                                    | Thuma ·                                    |                    |         | In der Ortskapelle von Thuma befindet sich eine Statue Johannes Nepomuks und auf dem Altar eine Darstellung des Heiligen als Nischenfigur |
| ja   | Datei hochladen | Statue Johannes Nepomuk HERIS-ID: 21883 Objekt-ID: 18208 marterl.at: 9536  | Unterpfaffendorf ·                         |                    |         | In Unterpfaffendorf steht beim Löschwasserbecken eine Statue Johannes Nepomuks aus dem 18. Jahrhundert. |
| BW   | Datei hochladen | Statue Johannes Nepomuk                                                    | Vestenötting ·                             |                    |         | In der Kirche von Vestenötting befindet sich eine aus Holz geschnitzte Statue Johannes Nepomuks aus dem dritten Viertel des 18. Jahrhunderts. |
| ja   | Datei hochladen | Statue Johannes Nepomuk                                                    | Vestenötting ·                             |                    |         | Am Fuß des Kirchenhügels von Vestenötting steht eine Wegkapelle mit einer aus Holz geschnitzten Statue Johannes Nepomuks aus dem Anfang des 18. Jahrhunderts. |
| ja   | Datei hochladen | Statue Johannes Nepomuk                                                    | Vitis ·                                    |                    |         | In der rechten Seitenkapelle der Pfarrkirche von Vitis befindet sich eine polychromierte Statue Johannes Nepomuks. |
| ja   | Datei hochladen | Statue Johannes Nepomuk HERIS-ID: 5855 Objekt-ID: 1729                     | Vitis ·                                    |                    | 1773    | Bei der Brücke über den Jaudlingbach steht eine Statue Johannes Nepomuks aus dem Jahr 1773. |
| ja   | Datei hochladen | Gemälde Johannes Nepomuk                                                   | Waidhofen an der Thaya ·                   | Carl Aigner        |         | Auf dem so genannten Johannes-Nepomuk-Altar auf der linken Seite der Pfarrkirche Waidhofen an der Thaya befinden sich als Altarbild eine Darstellung des Brückensturzes von Carl Aigner und auf der Mensa ein Glasschrein mit einer aus dem Jahr 1742 stammenden Wachsfigur von Christian Mandl aus dem Jahr 1742. An der rechten Chorwand befindet sich eine Statue Johannes Nepomuks aus der Zeit um 1730 und an der Orgelempore eine Darstellung des Heiligen als Konsolstatue. Rechts unter der Westempore befindet sich ein Beichtstuhl mit einem um 1760 entstandenen Medaillonbild Johannes Nepomuks. |
| BW   | Datei hochladen | Statue Johannes Nepomuk                                                    | Waidhofen an der Thaya ·                   |                    |         | In der Bürgerspitalkirche von Waidhofen an der Thaya befindet sich eine aus Holz geschnitzte Statue Johannes Nepomuks aus der Mitte des 18. Jahrhunderts. |
| ja   | Datei hochladen | Statue Johannes Nepomuk HERIS-ID: 23985 Objekt-ID: 20358                   | Waidhofen an der Thaya ·                   |                    |         | Bei der Fußgängerbrücke über die Thaya im Osten von Waidhofen an der Thaya steht eine Wegkapelle mit einer Statue Johannes Nepomuks aus dem 18. Jahrhundert. |
| ja   | Datei hochladen | Statue Johannes Nepomuk                                                    | Waidhofen an der Thaya ·                   | Wolfgang Steinböck |         | Auf der zwischen 1705 und 1709 von Wolfgang Steinböck geschaffenen Dreifaltigkeitssäule in Waidhofen an der Thaya befindet sich unter anderem auch eine Figur Johannes Nepomuks. |
| ja   | Datei hochladen | Statue Johannes Nepomuk HERIS-ID: 25950 Objekt-ID: 22402                   | Waidhofen an der Thaya ·                   |                    | 1726    | Bei der Robert-Hamerling-Brücke in Waidhofen an der Thaya steht ein Bildstock mit einer Darstellung Johannes Nepomuks aus dem Jahr 1726. |
| ja   | Datei hochladen | Statue Johannes Nepomuk                                                    | Waidhofen an der Thaya ·                   |                    |         | In der Schloßgasse befindet sich eine Nischenkapelle mit einer knienden Statue Johannes Nepomuks. |
| BW   | Datei hochladen | Statue Johannes Nepomuk                                                    | Waidhofen an der Thaya ·                   |                    |         | Im Heimatmuseum von Waidhofen an der Thaya befindet sich eine Johannes-Nepomuk-Statue unbekannter Herkunft. Diese wurde in Wien gekauft. |
| ja   | Datei hochladen | Nischenfigur Johannes Nepomuk                                              | Waldkirchen an der Thaya ·                 |                    |         | Im südlichen Portalvorbau der Pfarrkirche von Waldkirchen an der Thaya befindet sich eine Darstellung Johannes Nepomuks als Nischenfigur. |
| BW   | Datei hochladen | Statue Johannes Nepomuk                                                    | Zabernreith ·                              |                    |         | In der Ortskapelle von Zabernreith befindet sich links vom Altar eine aus Holz geschnitzte Statue Johannes Nepomuks aus der ersten Hälfte des 18. Jahrhunderts. |